# سعاد صالح
سعاد إبراهيم صالح أستاذة ورئيس قسم الفقه المقارن بكلية الدراسات الإسلامية والعربية للبنات في جامعة الأزهر، وعميدة سابقة لكلية الدراسات الإسلامية والعربية للبنات بجامعة الأزهر بالمنصورة، ومقررة اللجنة العلمية الدائمة لترقية الأساتذة في الفقه بجامعة الأزهر. الدكتورة سعاد صالح باحثة وداعية إسلامية، لقّبت بـ«مفتية النساء» كما لقبها الإعلام بـ«فقيهة المرأة» نظراً لمواقفها بشأن الدفاع عن المرأة ونصرتها وفقاً لشرع الله الذي منحها الكثير من الحقوق وحرمها منها المجتمع.

## آرائها الفقهية
تشتهر سعاد صالح بجديتها وصرامتها إلى جانب إثارتها الجدل دائماً بسبب فتاواها مثل عدم جواز سفر الرجل دون إذن زوجته، أصدرت فتوى تقول إنه ليس من حق الرجل أن يسافر إلا بعد موافقة زوجته لأنه عندما يسافر، وزوجته تحتاج إليه كأنثى، فإنه يتركها للضياع، ويعتبر بذلك مقصر في أمانته.
النقاب
صرحت عدة مرات بأن النقاب ليس فريضة ولا سنة، وليس من الإسلام، بل مجرد عادة وليس عبادة، قالت: «وقد اتفق معي في ذلك شيخ الأزهر والمفتي، ورئيس جامعة الأزهر وكل هؤلاء من العلماء، النقاب عادة متصلة بالبيئة ولا يوجد له نص شرعي، الأمر الآخر الذي قلته إن النقاب لا يكشف عن شخصية الإنسان بمعنى أنني لا أعرف إذا كان رجلا أو امرأة، وإذا كانت امرأة فمن هي، ومن تكون، خاصة أن البعض أصبح يستخدم النقاب كوسيلة للتستر على جرائمه، وأنا أرى أن في هذا إساءة للنقاب نفسه».
تولية المرأة القضاء
صرحت بجواز تولي المرأة القضاء والإفتاء واستشهدت بأقوال علماء أيدوا ذلك مثل أبو حنيفة، ابن جرير الطبري وابن حزم الظاهري الذين قالوا بأن للمرأة ان تتولى القضاء مطلقاً لانه يجوز لها الافتاء فيجوز لها القضاء. وترى أن الحديث الشريف القائل: «لا يفلح قوم ولوا أمرهم امرأة» مقصور على عدم تولي المرأة لرئاسة الدولة فقط. كما طالبت في حديث لجريدة الشرق الأوسط بتعيين المرأة مفتياً رسمياً بالدولة بشرط ان تكون مفتية للنساء فقط مع أنه يجوز شرعاً ان تكون المرأة مفتياً وان تتولى رئاسة الدولة.
تعدد الزوجات
قالت إن تعدد الزوجات يدخل من باب الظلم علي المرأة لو كان لمجرد شهوة ولغير سبب كالمرض أو عدم القدرة علي الإنجاب، لأن الرجال لا يستطيعون العدل.
ختان الإناث
قالت إنه حرام شرعاً لأن الرسول لم يختن بناته وهذا دليل علي التحريم، ولو كان تشريعًا لقام بختان بناته.
«ناقصات عقل ودين».. كانت مداعبة من الرسول لمعشر النساء
قالت إن حديث «ناقصات عقل ودين» صحيح، لكن الرسول قاله من باب المزاح والمداعبة للنساء بمناسبة العيد، وكان الرسول يجعلها مناسبة اجتماعية للرجال والنساء فقط، فانتهز فرصة هذا الجمع في جمع الصدقات فقال لسيدنا بلال «يا بلال اجمع الصدقات» ووجه كلامه إلي النساء فقال «تصدقن يا معشر النساء فإني ما رأيت من ناقصات عقل ودين أذهب للب الرجل الحازم منكن».
إعادة تنقية الأحاديث
قالت إن الرسول نهى عن كتابة الحديث في عهده حتى لا يختلط بالقرآن المكتوب، ومع هذا كان يجيز لبعض الصحابة كتابة الحديث، وقال «اكتبوا لأبي شاه»، وعندما بدأت الفتوحات تتوسع وبدأ الكذب علي الرسول بالأحاديث الموضوعة، وضعت شروط للأخذ بالأحاديث الصحيحة، خصوصاً أبو حنيفة الذي وضع شروطاً لخبر الآحاد وأولها ألا يعمل الراوي بغير الرواية، والشرط الثاني ألا يكون الحديث من الأمور المشهورة بين المسلمين، وألا يخالف القياس والمقصود به إعمال العقل.

## وصلات خارجية
- برنامج فقه المرأة - د.سعاد صالح - حكم الدين في زوج قال لزوجته تحرمي علي مثل ثدي أمي على يوتيوب
- برنامج فقه المرأة - د.سعاد صالح لـ شريف الشوباشي أنت معذور لأن في لبس بين مصطلح النقاب والحجاب على يوتيوب